# Chiesa di San Girolamo (Venezia, Cannaregio)
La chiesa di San Girolamo è un edificio religioso di Venezia, situato nel sestiere di Cannaregio.

## Storia
La chiesa primitiva fu fondata, con annesso convento, verso la fine del XIV secolo e fu più volte ampliata.
Dopo essere stata totalmente distrutta da un incendio, fu ricostruita all'inizio del Settecento su progetto dell'architetto Domenico Rossi.
In seguito alle soppressioni napoleoniche, nel 1807 la chiesa ed il convento furono adibiti ad altri usi, mentre gli arredi interni furono venduti all'asta.
Tra il 1840 ed il 1885 la chiesa fu trasformata in mulino a vapore e successivamente riadattata come fabbrica per la produzione di glucosio, con il campanile trasformato in ciminiera. In seguito il campanile venne abbattuto, perché pericolante.
Nel 1952 la chiesa è stata riaperta al pubblico.

## Interno
Sulla parete di destra è presente il San Girolamo di Palma il Giovane.